# Zoilo Domínguez
Zoilo Domínguez (Santiago del Estero, Argentina, 1 de enero de 1939 - Albuquerque, Estados Unidos, 5 de noviembre de 2020) fue un baloncestista argentino que disputó la Copa Mundial de Baloncesto de 1963, actuando luego en el baloncesto universitario estadounidense. 

## Trayectoria
Aunque nació en Santiago del Estero, a partir de 1943 vivió en la ciudad de San Miguel de Tucumán. Aprovechando su altura, en 1954 comenzó a practicar baloncesto. Primero jugó en San Martín y pasó luego a All Boys. Su participación representando a Tucumán en el Campeonato Argentino de Básquet de 1958 captó la atención de los reclutadores. 
De todas las ofertas que recibió, aceptó la de incorporarse a Atenas de Córdoba, donde coincidiría con el también tucumano Felipe Fernández. 
En 1963 asistió a una nueva edición del Campeonato Argentino de Básquet, pero esta vez como miembro de la selección de Córdoba con la que finalmente obtendría el título. Poco después ese mismo combinado enfrentó a una selección de estudiantes universitarios estadounidenses que realizaba una gira por la Argentina, imponiéndose cómodamente ante los visitantes. Luego de ese encuentro a Domínguez le ofrecieron la oportunidad de recibir una beca para estudiar en los Estados Unidos y jugar al baloncesto allá. En consecuencia, el baloncestista argentino partió a Albuquerque, Nuevo México, donde estudió en el St. Joseph College (rebautizado en 1966 como Universidad de Albuquerque) y compitió junto con los Dons en los torneos de la NAIA. En sus cuatro años en el circuito de baloncesto universitario estadounidense disputó 100 partidos, promediando 23 puntos y 17 rebotes por encuentro. Fue además nombrado All-American en 1966.
Al culminar sus estudios y recibir un diploma en el campo de la educación física, tuvo ofertas para regresar a su país y jugar al baloncesto en clubes locales. Sin embargo decidió rechazarlas, para continuar residiendo en los Estados Unidos. Vivió los siguientes años trabajando en el rubro de la construcción.

## Selección nacional
En 1959 recibió su primera convocatoria para sumarse a la selección de baloncesto de Argentina y competir internacionalmente. El próximo objetivo del equipo nacional era el torneo de baloncesto de los Juegos Panamericanos de 1959 en Chicago, sin embargo Domínguez no integró la lista final de los que viajaron a los Estados Unidos.
Seguiría en los años siguiente vinculado a la selección argentina, pudiendo disputar torneos oficialmente avalados por la FIBA en 1963: estuvo presente tanto en el Campeonato Sudamericano de Baloncesto de Lima como en la Copa Mundial de Baloncesto de Río de Janeiro de ese año.
Fue el primer jugador argentino de más de 2 metros en competir con la selección de su país.